# Велии

Велии (лат. Veliidae) — семейство насекомых из отряда полужесткокрылых. В семействе насчитывается около 670 видов из 46 родов.

## Описание
Клопы мелких размеров, в длину достигающих всего 2—9 мм. Надкрылья однородные на всём протяжении. Часто встречаются бескрылые формы.

## Экология
Живут на поверхности воды, на плавающих растениях, по берегам, а также в листьях бромелиевых, заполненных водой. Эти клопы — хищники.

## Палеонтология
Ископаемые велии описывались из балтийского и доминиканского янтарей. Предполагаемые представители семейства найдены также в раннемеловых отложениях Австралии.